# Tell Be'er Sheva
Tell Be'er Sheva (en hebreo: תל באר שבע‎) o Tel Sheva (en hebreo: תל שבע‎), también conocida como Tell es-Seba (en árabe: تل السبع‎), es un yacimiento arqueológico en el Distrito Meridional de Israel, se cree que es el sitio de la antigua ciudad bíblica de Beer -sheba. El yacimiento se encuentra al este de la moderna Beerseba y al oeste de la ciudad beduina de Tel Sheva. Tel Sheva se ha conservado y se ha hecho accesible a los visitantes en el Parque Nacional de Tel Be'er Sheva (en hebreo: גן לאומי תל באר שבע‎). Beerseba dista 7 km al oeste del yacimiento, junto a la ciudad beduina de Tel as-Sabi.
Su nombre se utiliza a menudo cuando se describe una frontera, como Desde Dan hasta Beerseba. Se menciona varas veces en el Antiguo Testamento, como por ejemplo en este libro, o este otro.

## Etimología
El nombre hebreo de Be'er Sheva deriva de be'er, que significa en español: pozo, y sheva, que significa “hacer un juramento”. o “siete”. Se menciona en la Biblia 33 veces.

## Historia
Los primeros restos del montículo se remontan al cuarto milenio a. C. (Edad del Cobre). Los hallazgos de esta edad no cuentan con elementos arquitectónicos. Estuvo abandonado durante unos dos mil años, durante la Edad del Bronce, y fue repoblado durante el siglo XI a. C. (Edad del Hierro I).
También es un centro importante en las narraciones patriarcales: Abraham habitó en Berseba (Génesis 22:19), Abraham y Abimelec, rey de Gerar firmaron un pacto en Berseba (Génesis 22:32), y los siervos de Isaac cavaron también un pozo en Beer-seba.(Génesis 26:25)  En el Tanaj se la menciona para referirse a las fronteras de la Tierra de Israel Jueces 20:1-3, I Samuel 3:19-21.
El período principal representado en los restos encontrados en el Tell son las construcciones del siglo IX a. C. realizadas por los habitantes del reino de Judá. El tell fue reconstruido tres veces hasta que finalmente fue destruido a finales del siglo VII a. C. a. C. con la conquista asiria y el pueblo de Israel fue exiliado a Asiria.
La ciudad bíblica de Beersheba, a la que se atribuye la colina, se menciona varias veces en la Biblia, siendo las primeras referencias relacionadas con el pacto entre Abraham y Abimelec, rey de Gerar (actual Nahal Gera), después de que tomó a Sara, la esposa de Abraham, de buena fe, y después del episodio de los pozos de agua (Génesis 20:21:31)  La siguiente mención de Be'er Sheva aparece en Parashá Toldot Génesis 38:33 después de que Isaac hizo un pacto con Abimelec. Posteriormente se escribió que la ciudad estaba en posesión de la tribu de Simeón, la cual estaba dentro de la posesión de la tribu de Judá. (Josué 15:28 y Josué 19:2)
Algunos identifican este montículo con la ciudad de 'Saba' mencionada en el libro de Josué como ciudad adyacente a la ciudad de Beersheba: «Y tendrán en su posesión en Er Sheba y Sheba y su lugar de nacimiento» (Josué 19:2). Según algunos comentaristas de la Biblia (Radak, Mtzod), en este verso se trata de la misma ciudad por sus dos nombres.

## Excavaciones

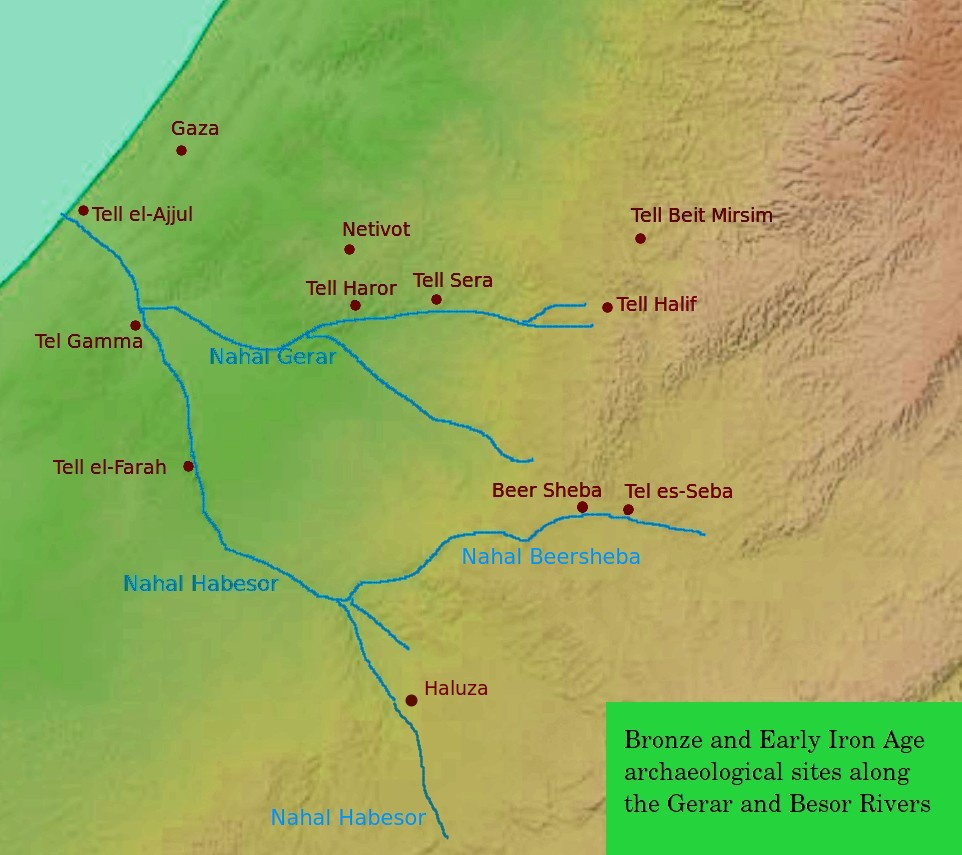
Tell Be'er Sheva en el contexto regional los tells de la Edad del Bronce y la Edad del Hierro I.

Tel Beer-sheba, el emplazamiento de la ciudad de la Edad del Hierro, está situado en una colina que domina el uadi Beer-sheba, a unos tres kilómetros al este de la ciudad moderna de Beersheba. El yacimiento fue excavado entre 1969 y 1976 por el Instituto de Arqueología de la Universidad de Tel Aviv. Instituto dirigido por el prof. Yohanan Aharoni, excepto la última temporada, que fue dirigida por el prof. Ze'ev Herzog. La mayor parte de la excavación se dedicó a descubrir la gran ciudad fortificada israelita. La narración bíblica sitúa la ciudad en la época de la monarquía unida del rey David, cuyo reinado es datado por los biblistas en torno al año 1000 a. C., y posteriormente, en el reino de Judá (980-701 a. C.). Durante las tres últimas temporadas de excavación (1974-1976), se hizo un esfuerzo por ir por debajo de Beer-sheba de la Edad de Hierro II para encontrar ocupaciones anteriores. Se excavó una parte considerable del yacimiento hasta el lecho rocoso para encontrar los primeros asentamientos de Beer-sheba. Este esfuerzo reveló cuatro estratos ocupacionales anteriores (estratos VI a IX). Las excavaciones fueron retomadas por el profesor Herzog entre 1993 y 1995 con Ido Ginaton  para completar el descubrimiento del sistema hidráulico de la ciudad. Dirigido por Ze'ev Herzog con David Sappo se excavó el barrio occidental, (1990-1991), con Tsvika Tsuk, el pozo (1993).

## Edad del Cobre
De este período sobresale el hallazgo de figurillas de mármol. La materia prima fue importada y fueron esculpidas en un taller local que se ha encontrado. Algunas estatuillas, de unos 30 cm, delgadas y alargadas, muestran detalles anatómicos como los brazos delgados y pegados al cuerpo.

## Edad del Hierro I

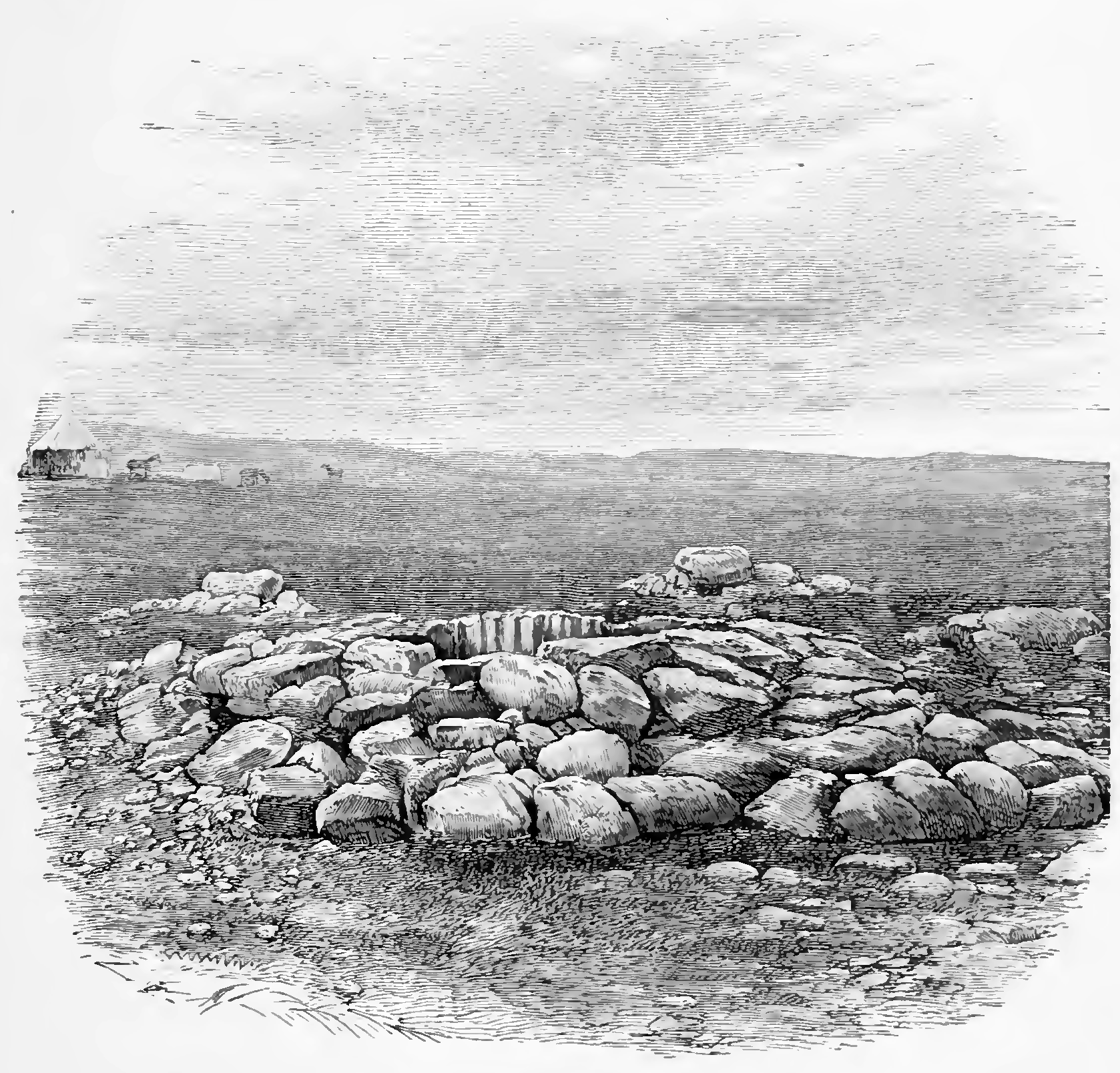
Pozo de Abraham 1855.

La ocupación más temprana en Be'er Sheva durante la Edad del Hierro I (estrato IX) estaba representada únicamente por siete grandes fosas de entre 6 y 10 metros de diámetro. Los arqueólogos creen que todo el asentamiento de este estrato cubría unos 2990 m2, aproximadamente la superficie de la mitad de un campo de fútbol. Es probable que contuviera unos 20 pozos de vivienda y 10 graneros, y que hubiera albergado entre 100 y 140 personas. El estrato IX fue abandonado y luego reutilizado, añadiéndose nuevas estructuras a las antiguas. En el estrato VIII, que data del siglo XI a. C., los arqueólogos encontraron casas por primera vez. Al igual que el estrato IX, el VIII fue abandonado y no destruido. La cerámica sugiere que las mismas personas que vivieron en el estrato VIII construyeron el estrato VII a finales del siglo XI a. C., que comprendía cinco unidades domésticas en un asentamiento posiblemente cerrado.
 La típica casa israelita de cuatro habitaciones de los periodos I y II de la Edad de Hierro (1200-586 a. C.)  Varias viviendas de Beer-Sheva se planificaron como casas de cuatro habitaciones que constaba de tres espacios alargados paralelos entre sí y un cuarto perpendicular a los otros tres. La mayoría tenía un espacio abierto delante. En el Museo semítico de la Universidad de Harvard se construyó una réplica a tamaño natural de estas casas, titulada Las casas del antiguo Israel.

## Edad del Hierro II
Hasta los inicios de principios de la Edad del Hierro era un pequeño asentamiento rural, cuya población era de unas 100 personas durante el siglo  X a. C.. A finales de este siglo o principios del siglo IX a. C., se concertaron las medidas necesarias para conseguir que el asentamiento fuese una ciudad importante. Para ello, se construyó una gran muralla de 5 m de espesor alrededor del tell, así como un glacis defensivo. Es probable que esto ocurriera después de la caída de la Monarquía Unida, ya que no hay indicios arqueológicos ni literarios de que  fuera víctima de la campaña del faraón egipcio Sheshonq I (943-922 a. C).
El asentamiento de Be'er Sheva fue fortificado probablemente por primera vez durante la Edad de Hierro II. Algunos arqueólogos creen que  se encontraba en la frontera sur del incipiente reino israelita, fue fortificada por el rey Saúl a finales del siglo XI a. C. a. C. durante las guerras contra los amalecitas basándose en una lectura histórica del relato bíblico. Sin embargo, basándose en comparaciones interregionales y en recientes dataciones por radiocarbono, esta fase de asentamiento probablemente comenzó a mediados del siglo X a. C. y terminó a finales del siglo siglo IX a. C. Según el arqueólogo Yohanan Aharon, «su superficie era de unos 10 dunams, frente a los 65 dunams de Megido... de las diversas secciones excavadas no deja ninguna duda de que se trataba de una ciudad bien planificada desde sus inicios».
El trazado mejor conservado de la ciudad del Hierro II puede reconstruirse a partir del estrato II, que data de finales del siglo VIII a. C., durante el Hierro IIB. En esta época, la ciudad fue destruida en una conflagración, posiblemente durante la campaña de Senaquerib en el 701 a. C., Beer Sheva fue el principal centro administrativo del desierto del Néguev. Los planos reconstruidos de la ciudad sugieren que Be'er Sheva se planificó como una entidad coherente con zonas para estructuras administrativas y para viviendas incorporadas en un único sistema. Desde el siglo IX a. C.. hasta la destrucción de la ciudad por Senaquerib transcurrieron unos 200 años, durante los cuales, además de una gran estructura administrativa, denominada “Palacio del Gobernador”, se construyeron tres grandes almacenes junto al complejo de la puerta. El conjunto de almacenes ocupaba unos 1500 m2  y cada uno disponía de dos filas de pilares de piedra.
Las fortificaciones incluían una muralla con casamatas  y una puerta que constaba de cuatro dependencias. La puerta interior, tenía forma de ángulo recto con cuatro salas de guardia. La puerta exterior estaba defendida por dos torres, que no se han pervivido, aunque se pueden apreciar ver los restos de una torre, cuyo primer piso tiene bancos de piedra en su interior.
Ze'ev Herzog sugiere que Beerseba se fortificó en gran medida debido «a los amalecitas que dominaron el Néguev durante la primera parte del reinado de Saúl» (1 Samuel :15).
Los desagües que discurrían bajo algunas calles conducían el agua de lluvia fuera de la ciudad y un sistema de cisternas a 20 m  de profundidad bien conservado abastecía de agua a los habitantes. Fue la primera ciudad de la región con un intrincado sistema hidráulico. La incorporación de las casas a la muralla de la casamata sugiere que sus ocupantes eran responsables directos de la defensa de la ciudad y refleja la función militar y administrativa de toda la ciudad. Los arqueólogos calculan que unas 350 personas vivían en la ciudad durante este periodo.
Uno de los edificios más grandes de la ciudad, son tres almacenes, que ocupan una superficie de 600 m². Están divididos en largas salas, en las que se encontraron cientos de vasijas de cerámica. Según la Biblia fue Ezequías, quien ordenó construir los almacenes.(2 Crónicas 32:27-29).

## Épocas posteriores
La estructura excavada en la roca de lo siglos VI y siglo Vii d. C, se ha halla a una profundidad de ca. 1,20 metros. debajo de la superficie actual.
Se han descubierto unas pilastras que sobresalen aproximadamente 1 m del contorno de la estructura y forman
un pasillo de 1,3 m de ancho entre dos habitaciones. La sala oeste mide 2,1 x 3,5 m.; la sala este, 2 m de este a oeste, se desconoce su anchura debido a la destrucción de la esquina noreste por un canal de drenaje moderno. Se puede suponer que las dos habitaciones eran casi simétricas. Están excavadas en la roca a profundidades ligeramente diferentes. La sala oeste es más alta, con un nivel máximo del suelo de unos 258,8 m sobre el nivel del mar. La sala este es más baja y tiene un nivel máximo de unos 258,49 m sobre el nivel del mar. Sin embargo, en la parte noroeste de la sala este, a unos 0,2 m de la pilastra norte, hay una roca tallada en el suelo. Hay una depresión excavada en la roca a 258,45 m de altura, sobre el nivel del mar, redondeada con un diámetro de 0,4 m y puede formar parte de una instalación cuya función no está clara. Se conoce la  función de únicamente la parte sur de la fachada construida en la entrada de la estructura. Aquí, el muro construido linda con el muro excavado en la roca del sur de la sala este, formando la fachada sur de la sala este, formando la esquina sureste y se diferencian de las otras esquinas expuestas de la estructura, que también están excavadas en la roca. La pared construida mide aproximadamente 1,0 m de largo (norte-sur) y 0,6 m de ancho (este-oeste). Su exterior está orientado hacia el este y está construido con grandes sillares de piedra caliza. El resto del muro está relleno de piedras no canteadas de diversos tamaños.
Se construyó en seco, sin mortero, y se conserva hasta una altura de 1,6 m. La parte superior del muro constituye la jamba sur de la puerta de entrada a la estructura. y se conserva entera excepto el dintel. Se descubrió un capitel probablemente nabateo.

## Altar con cuernos

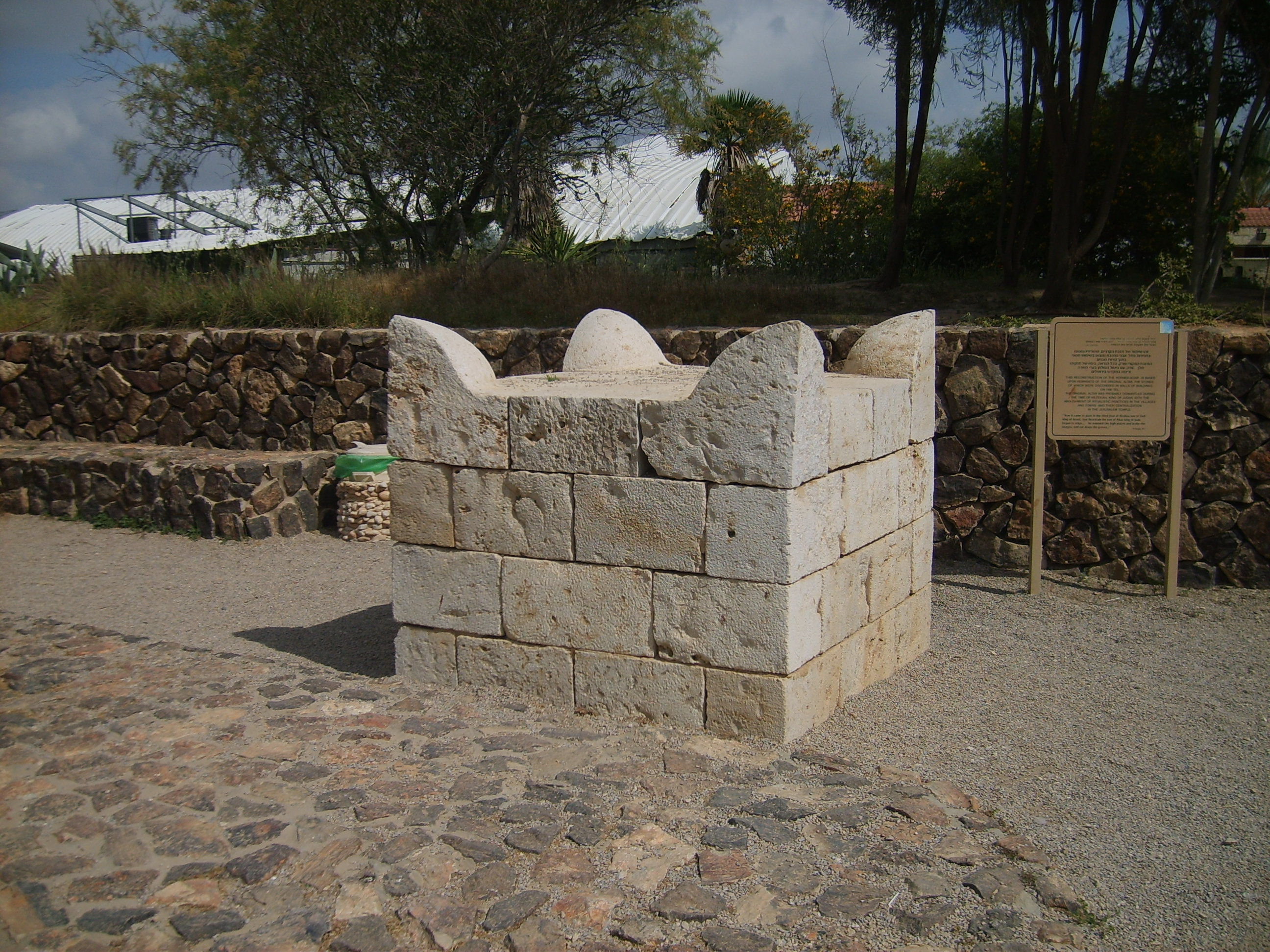
Réplica del altar con cuernos (el original se encuentra en el Museo de Israel).

Uno de los descubrimientos más significativos de Tell Be'er Sheva es el de un altar con cuernos, el primero desenterrado en Israel. Los altares con cuernos en cada una de sus cuatro esquinas se mencionan con frecuencia en la Biblia. (Levítico 4:7, Levítico 18:25,Éxodo 29:12, Éxodo 30:2, Éxodo 38:2, 1 Reyes 1:50, 1 Reyes 2:28)  Según los descubrimientos, los arqueólogos atribuyen el desmantelamiento del altar de sacrificios durante el reinado del rey de Judá,  Ezequías, a finales del siglo VII a. C. o del reinado de Josías (2 Reyes 23.
El altar no se encontró erigido in situ, sino que se descubrió en uso secundario, las piedras del altar se incorporaron a un muro de fecha posterior. Se han encontrado otros muchos "cuernos de altar", como en Tell Silo, en el territorio de Samaria.

## Parque nacional; reconocimiento de la UNESCO
El yacimiento fue restaurado por la Autoridad de la Naturaleza y Parques de Israel en 1990. En 2003, también se abrió al público su sistema de aguas. La ciudad excavada está ahora abierta a los visitantes con el nombre de Parque Nacional de Tel Be'er Sheva.
En 2007, Tel Sheva fue reconocida como Patrimonio de la Humanidad de la UNESCO. De los más de 200 tells de Israel, Tell Be'er Sheva fue citado como uno de los más representativos, ya que contiene importantes restos de una ciudad con conexiones bíblicas.